# Jean Louis Lucand
Jean Louis Lucand (Beauvilliers, 11 novembre 1821 – 1896) è stato un micologo francese.

## Biografia
Soldato in carriera, prestò servizio nell'esercito francese dal 1842 al 1873. Nel 1866 fu nominato capitano e cavaliere fella Legion d'onore. Dopo il ritiro dall'esercito, si trasferì nella comunità di Autun, dove lavorò come micologo.
È stato membro fondatore della Société mycologique de France, nonché membro della Société d'histoire naturelle du Creusot e della Société d'histoire naturelle et des amis du muséum d'Autun. La specie Rosa lucandiana è stata nominata in suo onore da François-Xavier Gillot e Pierre Alfred Déséglise.

## Opere principali
- "Drawings of mushrooms di Jean Louis Lucand" 1875
- Figures peintes de champignons de la France, suite à la geographie de Bulliard; fasc. 1-17..
- Champignons comestibles et vénéneux des environs d'Autun, 1886.
- Catalogue raisonné des champignons supérieurs (Hyménomyétes) des environs d'Autun et du département de Saône-et-Loire (con François-Xavier Gillot), 1891.
- Les Champignons de la France, suite à l'iconographie de Bulliard, 1892.[3]